# Przegląd Telekomunikacyjny
Przegląd Telekomunikacyjny – miesięcznik naukowo-techniczny, poświęcony sieciom i systemom telekomunikacyjnym, organ Stowarzyszenia Elektryków Polskich. Przewodniczącym Rady Programowej jest prof. dr hab. inż Józef Modelski, wydawcą jest Wydawnictwo SIGMA-NOT. W czasopiśmie można znaleźć informacje z zakresu Tele-Radio-Elektronika-Informatyka. 

## Historia
Miesięcznik powstał w 1928 roku jako Przegląd Teletechniczny wydawany przez Stowarzyszenie Teletechników Polskich przy wsparciu Ministerstwa Poczt i Telegrafów. Obecną nazwę przyjął w roku 1939, kiedy Stowarzyszenie Teletechników Polskich zostało włączone do SEP jako Sekcja Telekomunikacyjna. 
Wielokrotnie w jego historii miesięcznikowi towarzyszyły specjalistyczne dodatki, np. Wiadomości Teletechniczne, Przegląd Dokumentacyjny Telekomunikacji, Biuletyn Instytutu Tele- i Radiotechnicznego, Przemysłowego Instytutu Telekomunikacji i Instytutu Łączności. Od 1992 czasopismo jest wydawane we wspólnym zeszycie z miesięcznikiem Wiadomości Telekomunikacyjne.